# I nove sconosciuti
I nove sconosciuti o I nove ignoti, titolo originale The Nine Unknown, è un romanzo fantastico avventuroso del 1923 dello scrittore Talbot Mundy inedito in italiano. I "nove sconosciuti" del titolo sono una immaginaria società segreta.

## Il libro
La finzione letteraria è stata ripresa in opere moderne di argomento occultista, pseudoscientifico o esplicitamente fantastico, che talvolta aggiungono dettagli alla storia. Louis Pauwels e Jacques Bergier nel loro libro Il mattino dei maghi, attribuiscono la menzione dei Nove sconosciuti a Louis Jacolliot (1837-1890), un giudice francese che lavorava in India e Tahiti negli anni 1860; Pauwels e Bergier scrivono che tale leggendaria società segreta sarebbe antica di due millenni e sarebbe stata istituita dall'imperatore indiano Ashoka, verso il 270 a.C.; occasionalmente si rivelerebbe a "saggi" esterni come papa Silvestro II, che sostengono avrebbe affermato di aver ricevuto dal gruppo, tra le altre cose, poteri soprannaturali e una testa di automa parlante.
Dimenticando l'origine letteraria del soggetto, vari teorici del complotto considerano i Nove sconosciuti la più antica e potente società segreta del mondo; questa immagine è prevalentemente, ma non interamente, benigna. Sostenitori della teosofia credono a loro volta che i Nove siano una organizzazione reale che lavora per il bene del mondo.

## I Nove Libri
Nella finzione letteraria si suppone che ognuno dei Nove sia responsabile della custodia e della valorizzazione di un singolo libro. Ognuno di questi libri copre uno specifico argomento di una conoscenza potenzialmente pericolosa:
1. Propaganda e guerra psicologica.
2. Fisiologia, comprendente le istruzioni di come eseguire il "tocco della morte".
3. Microbiologia.
4. Alchimia, compresa la trasmutazione dei metalli.
5. Comunicazione, compresa la comunicazione con esseri extraterrestri.
6. Gravitazione. Il Sesto libro era anche chiamato Vaimanika Sastra, contiene istruzioni per costruire un Vimana, oggetti che a volte vengono considerati come antichi Oggetti volanti non identificati.
7. Cosmologia, la capacità di viaggiare ad altissima velocità nello spazio, viaggi nel tempo, e viaggi in universi paralleli.
8. Luce, la capacità di incrementare e decrementare la velocità della luce, utilizzandola per dirigerla e concentrarla verso un obbiettivo a fini militari.
9. Sociologia, comprese le regole sull'evoluzione delle società e di previsione della loro caduta.

## Influenza culturale
La società è menzionata varie volte nella Trilogia degli Illuminati di Robert Anton Wilson e Robert Shea, una serie di romanzi di riferimento per il movimento discordiano. Viene citata anche nel romanzo di fantascienza del 1974 dei fratelli Strugackij dal titolo За миллиард лет до конца света, Za milliard let do konca sveta (letteralmente Un miliardo di anni prima della fine del mondo), come una forza occulta che sta dietro a misteriosi interventi su lavori scientifici.
Sceneggiatori e produttori televisivi del serial Heroes menzionano i Nove come una fonte di ispirazione.